# Nicușor
Nicușor ist ein rumänischer männlicher Vorname.

## Bekannte Namensträger
- Nicușor Dan (* 1969), rumänischer Aktivist, Mathematiker und Politiker
- Nicușor Eșanu (* 1954), rumänischer Kanute
- Nicușor Lușneac (* 1989), rumänischer Eishockeyspieler